# إغناثيو فاسكيز (لاعب كرة قدم)
إغناثيو فاسكيز (بالإسبانية: Ignacio Vázquez)‏ هو لاعب كرة قدم أرجنتيني في مركز الدفاع، ولد في 15 يونيو 1997 في مدينة هرلينغام، بوينس آيرس في الأرجنتين. لعب مع نادي أتليتكو للبنين ‏.

## وصلات خارجية
- إغناثيو فاسكيز على موقع قاعدة بيانات كرة القدم.إي يو (الإنجليزية)
- إغناثيو فاسكيز على موقع Soccerway.com (الإنجليزية)